# 쩐 순종
쩐 순종(베트남어: Trần Thuận Tông / 陳順宗, 1378년 ~ 1399년)은 베트남 쩐 왕조의 제12대 황제(재위: 1388년 ~ 1398년)이다. 휘는 쩐응웅(베트남어: Trần Ngung / 陳顒 진옹)이며, 명사(明史)에서는 이름이 진일곤(陳日焜)이다. 존호는 태상원군황제(베트남어: Thái Thượng Nguyên Quân Hoàng Đế / 太上元君皇帝)이다. 칭호는 원황(베트남어: Nguyên Hoàng / 元皇)이며, 시호는 사후에 나라가 망해서 없다.

## 생애
제9대 황제 예종(藝宗)의 막내 아들로 태어났다. 즉위 전에 작위는 소정왕(베트남어: Chiêu Định Vương / 昭定王)이다. 
1388년 12월 5일(1389년 1월 3일), 사촌 형인 황제 쩐히엔(陳晛)이 호꾸이리(胡季犛)에게 살해되었다. 12월 27일(1월 24일), 호꾸이리에 의해서 황제로 추대되었다. 순종 즉위 초기에는 호꾸이리가 전횡을 휘두르는 것을 방관하였다. 
1389년 1월, 호꾸이리의 장녀인 호타인응어우(베트남어: Hồ Thánh Ngâu / 胡聖偶 호성우)를 황후로 삼았다.
1395년 12월, 쩐 왕조를 간신히 유지한 태상황 예종(藝宗)이 사망하지만, 호꾸이리는 오히려 전횡을 멈추지 않았다. 호꾸이리는 순종 재위 기간 내내 명망있는 왕족이나 호꾸이리와 대립하는 신하들을 숙청을 하였고, 순종은 호꾸이리의 숙청을 막지 못했다. 
1398년 3월 15일(4월 2일), 성인이 된 순종은 호꾸이리에게 더는 거추장스러운 존재가 되었고, 호꾸이리는 자신의 외손자인 장남 쩐안(陳𤇼)에 양위하도록 요구했다. 순종은 호꾸이리의 요구를 받아들이고 퇴위하였다. 
1399년 4월, 불교에 귀의하여 출가하였고, 동시에 유배에 처해졌다. 며칠 후, 유배지에 가는 중에 호꾸이리의 밀명을 받았던 장군 범가영(范可永)에게 살해당했다. 향년 22세(만 20 - 21세)였다.

## 가족관계

### 부모
- 부친 : 예종황제(Nghệ Tông Hoàng Đế/藝宗皇帝) 쩐푸(Trần Phủ/陳暊/진부)
- 모친 : 숙덕황후(Thục Đức Hoàng Hậu/淑德皇后) 진씨(Trần Thị/陳氏)

### 후비
- 흠성황후(Khâm Thánh Hoàng Hậu/欽聖皇后) 호타인응어우(Hồ Thánh Ngâu/胡聖偶/호성우)

### 황자
1. 황태자(皇太子) 쩐안(Trần An/陳𤇼/진안) - 쩐 왕조의 제13대 황제 소제(少帝).

## 기년
| 순종        | 원년            | 2년        | 3년        | 4년        | 5년        | 6년        | 7년        | 8년        | 9년        | 10년       | 11년       |
| ----------- | --------------- | ---------- | ---------- | ---------- | ---------- | ---------- | ---------- | ---------- | ---------- | ---------- | ---------- |
| 서력 (西曆) | 1388년          | 1389년     | 1390년     | 1391년     | 1392년     | 1393년     | 1394년     | 1395년     | 1396년     | 1397년     | 1398년     |
| 간지 (干支) | 무진(戊辰)      | 기사(己巳) | 경오(庚午) | 신미(辛未) | 임신(壬申) | 계유(癸酉) | 갑술(甲戌) | 을해(乙亥) | 병자(丙子) | 정축(丁丑) | 무인(戊寅) |
| 연호 (年號) | 광태(光泰) 원년 | 2년        | 3년        | 4년        | 5년        | 6년        | 7년        | 8년        | 9년        | 10년       | 11년       |

| 전 임 후폐제 진현 | 제12대 베트남 쩐 왕조의 황제 1388년 ~ 1398년 | 후 임 쩐 소제 |